# Dirty Rap
Dirty Rap, auch Porno Rap, ist eine Spielart des Hip-Hop, der die explizite sprachliche Darstellung von sexuellen Inhalten beinhaltet und sich sexistisch anmutenden sprachlichen Übertreibungen bedient. Im Einklang hierzu wird oftmals die angenommene sexuelle Überlegenheit des vortragenden Rappers oder Rapperin auf diesem Gebiet hervorgehoben, dabei sich selbst durchaus als zerstörerische Bedrohung inszenierend. Eng hiermit im Zusammenhang stehend ist die bewusste Erniedrigung von Männern und Frauen, die gegenseitig als reine unintelligente Objekte der Begierde angesehen werden. Andere textliche Spielarten beinhalten die Vorstellung von Vergewaltigungen oder nehmen die psychologische Position von Sexualstraftätern ein. Dirty Rap ist textlich teilweise verwandt mit Miami Bass.

## Geschichte
Dirty Rap entstand Mitte der 1980er-Jahre aus dem Gangsta-Rap, der Themengebiete wie Kriminalität und Hass auf die Polizei beinhaltete sowie sexuelle Ausbeutung. So referiert der aus den Vereinigten Staaten stammende Rapper Eazy-E in dem 1988 erschienenen Rap Still Talkin die Art und Weise, wie er Frauen auswählt und Geschlechtsverkehr mit ihnen hat, dabei seine Potenz betonend. Ice Cube prahlt 1992 in dem Song It Was a Good Day, mit der Größe seiner Genitalien und Frauen durch fantastischen Sex einschlafen zu lassen. Die Rap-Band 2 Live Crew beschreibt in Face Down A Up, veröffentlicht 1999 auf dem Album Banned, die sexuellen Heldentaten eines jeden der Formation angehörenden Rappers.

## Genrevertreter (Auswahl)
Vereinigte Staaten
- Eazy-E
- Ice Cube
- 2 Live Crew

Deutschland
- Frauenarzt
- King Orgasmus One
- Mr. Long